# 南海盆地構造運動
南海盆地（英語：Tectonics of the South China Sea）是亞洲最大的邊緣盆地之一。位於越南以東，菲律賓和呂宋海峽以西，婆羅洲以北。構造上，西鄰印度支那陸塊，東鄰菲律賓海板塊，北鄰揚子陸塊。菲律賓海板塊和亞洲板塊之間是俯衝邊界。南海盆地的形成與印度板塊與歐亞板塊的碰撞密切相關。碰撞使大陸地殼增厚，改變了從喜馬拉雅造山帶到南海，特別是青藏高原周圍的地形。由於鄰近多塊板塊，致使南海成為多個構造運動的產物。南海盆地周邊板塊從新生代早期到晚中新世都經歷了順時針旋轉、俯沖和擠壓過程。

## 南海地質歷史
南海地質歷史可順序分為五個構造演化階段：裂谷發育、海底擴張、南海沉降、南海盆地閉合、台灣隆升。

### 裂谷系統的形成
南海形成初期，是以盆地延伸活動爲主，形成兩個被動邊緣。通常公認是延伸從東北向西南擴展，但是一些專家認為西南盆地實際上更老。根據地震剖面，裂谷和多地塹在 55 Ma 左右開始形成 。由於印度板塊和歐亞板塊的碰撞，裂谷活動在 50 Ma 左右加劇。
Wang (2009) 和 Cullen (2010) 提出了兩種裂谷啟動的不同模型。
王提出了裂谷在兩個領域的發展不同。南海北部和東北部在古新世早期形成裂谷。南海南部和西南部則在始新世前後出現了較晚的裂谷。這就表明南海不是一個地質均質區，其岩石圈根據構造演化可分為西南和東北兩個區域。這裂谷階段差異背後的原因可能是多方面的，可能受不同板塊的影響或不同分佈的地函熱柱。南海西部邊界的紅河斷裂被認為是一個大型走滑斷層，影響了南部和西南地區的裂谷的發育。
Cullen 指出，南海盆地的裂谷形成可追溯到晚白堊世，延伸在新生代分兩期結束。第一次在古新世早期，裂谷系統主要位於曾母暗沙 和越南中部近海的 Phu Khanh 盆地。推測是由菲律賓和南亞之間的板塊分離力為主力  。後期是在始新世晚期到早中新世之間向西南擴展的裂谷形成，此階段地殼變薄，最後導致南海擴張.

### 海底擴張
可以根據磁異常条带和兩種花崗岩的分佈來討論海底擴張。理論上，海底擴張應該跟裂谷階段。然而，在本區裂谷和海底擴張運動重疊了大約5百萬年。例如，在早中新世期間。當東北地區處於海底擴張階段時，西南地區正在進行裂谷活動。
海底擴張的重建是根據磁異常条带。但海底開始擴張的確切時間尚未達成共識。布雷斯等人(1993)提出海底在 30 Ma 和 16 Ma 之間擴張。然而，在呂宋海峽地區發現的新證據表明，這種擴張可能始於37百萬年前。  整個海底擴張過程可分為東北擴張和西南擴張兩部分 。
在海底擴張過程中，根據磁異常条带，擴張運動可分爲的三個階段。海底擴張中心在 25.5 Ma、24.7 Ma 和 20.5 Ma 時發生了3次跳躍 。這3次跳躍把海底擴張中心的洋中脊由西沙海槽的原始位置向南移動。
- 37 Ma至 25.5 Ma。較老的磁異常条带14-16在南海東北部呂宋海峽，而較年輕的磁異常条带11-7則位於盆地中西部。這種分佈表明，洋中脊從東向西遷移。此一階段結束時，洋中脊自北向南躍移50公里，形成與洋中脊平行的新擴張中心。
- 25.5 Ma 至 24.7 Ma（磁異常条带 7 到 6）。第二次洋中脊跳躍發生在這階段的結尾。
- 4.7 Ma至 20.5 Ma。第三次洋中脊躍遷進一步向西南方向移動。 20.5 Ma後南海盆地的幾何形態與現在的形態相似。在這個階段之後，山脊停止跳躍。20.5 Ma後，海底擴張移入南海西南海域，16～17 Ma左右結束。
- 除了磁異常条带，火成岩的分佈也能確定海底擴張時間的證據。

南海幾個微塊體的岩石學分析由嚴等人（2010）完成。南海有兩種類型的花崗岩。它們是英云闪长花崗岩和二長花崗岩。英云闪长花崗岩中鈦、鋁、鐵、鎂、鈣、鈉、磷含量較高，硅、鉀含量較低，可能來源於地幔和下前寒武紀地殼的熔融。然而，二長花崗岩是由地殼熔融形成的。因此，二長花崗岩代表南海岩石圈的延伸。這兩類花崗岩的比例變化也顯示了新生代海底擴張歷史的特徵。

### 南海擴張的結束
1. 澳大利亞和亞洲板塊的碰撞導致婆羅洲旋轉和南海南部邊界的結束。
2. 有五次較小的碰撞致使地殼增厚，並在阻塞印度尼西亞和太平洋之間的海道[9]。
3. 呂宋島弧與亞洲大陸的碰撞導致台灣隆起。自中新世以來，這碰撞一直在向西遷移。隨著板塊之間的碰撞，火山變得活躍起來。王等人。 (2000) 報導了在南海有三層火山灰，集中在10 Ma、6 Ma 和 2 Ma 左右，這些與海底擴張後，在南海東部的碰撞和俯衝運動有關。
4. 呂宋海峽隨著台灣的隆起而開張。呂宋海峽海水的加深，導致更多來自西太平洋的底流流入，寒冷的底流侵蝕性高，造成海峽下方的碳酸鹽的溶解。呂宋海峽的開通標誌著南海盆地開始成為半封閉盆地[10]。

### 南海沉降
經過裂谷、海底擴張和碰撞的運動，導致南海的沉降。由於新生代南海地質位置非常特殊，東側為俯衝帶，西側為紅河剪切帶，洋中脊向南的跳躍，導致多數張性的斷裂帶。形成盆地下沉。在南海具有裂谷相關的沉降和裂谷後的熱沉降。
- 在東部地區，由於南海俯衝到菲律賓海板塊之下，形成了一個弧前盆地。包括巴拉望和台西南盆地。
- 在西部地區，多條走滑斷層和正斷層造成了紅河剪切帶的沉降區。在鶯歌海盆地的沉積物充填最厚達14公里厚。具典型的走滑斷層花狀構造。
- 在南部地區，由於裂谷作用形成正斷層。導致該區部分盆地的沉降。形成馬來盆地和盆玉盆地兩部分。但沉降歷史在中新世16 Ma期間，被一次區域反轉劃分爲二階段。這種反轉將沉降分為同裂谷和裂谷後兩階段，而不是一個連續的沉降過程 [11]。

在 25 Ma 和 5 Ma 期間時，南海的沉降率也發生了變化。 在25 Ma時，由於洋中脊從西南跳躍，引發了南海北部的熱沉降和海侵。 在5 Ma的速率增加是由於呂宋島弧的碰撞，使東部地區沉降，同時由紅河斷層運動逆轉反向，導致在盆地西北方向的鶯歌海盆地也出現了新的沉降。

## 海底擴張的構造模型
Fyhn 等人在 2009 年說明，南海的開張和形成有三種主要模型： 碰撞-擠出模型、俯衝-碰撞模型和混合模型。

### 碰撞擠出模型
碰撞-擠出模型認為，南海盆地的開張與印度板塊和歐亞板塊的碰撞有關。當時婆羅洲和印度支那板塊仍然被認為是一個單一的板塊。當印度與歐亞大陸相撞時，該大陸的一部分被推向東南。這種地質運動被一些文章稱為“大陸脫逃”。該模型認為，海底擴張是由西部的碰撞而引發的。這種大陸脫逃結果形成一個走滑斷層通往南海盆地。在這條走滑斷層的左側部分開始了一個擴展脊，導致海底擴張。隨著擠壓停止擴也停止。由於海底擴張，婆羅洲地塊發生了旋轉。儘管該模型解釋了南海盆地在構造演化過程中的幾何變化，但在某些地方尤其是婆羅洲的旋轉方面仍然模糊不清。該模型還提出婆羅洲北側沒有發生俯衝，考慮到南海盆地東南部逆衝斷層的存在，這很難解釋。

### 俯衝-碰撞模型
俯沖模型認爲，南海的擴張是由於婆羅洲下方的一個原南海大洋板塊，向南俯衝造成的板塊拉力造成的。婆羅洲的沙巴造山運動支持了這種俯衝論點。 俯衝始於古新世，結束於早中新世。 該模型的缺點是無法解釋南海盆地擴張軸的變化或婆羅洲自轉過程 。

### 混合模型
混合模型可以看作是碰撞-擠出模型和俯衝-碰撞模型的混合。此論點保留了一些碰撞擠出模型中元素，例如婆羅洲的旋轉，但是，俯衝也被認為伴隨著擠出。俯衝帶向南海東南方向遷移，與原婆羅洲地塊北緣的聚合邊界相吻合。使用此模型比其他兩個模型更廣泛。

## 構造運動對石油資源的影響
南海北部和西北部被在被動大陸邊緣上的裂谷盆地包圍。 它們是珠江口盆地、瓊東南盆地、鶯歌海盆地和富慶盆地。 這些盆地的發育與南海的構造歷史密切相關。南海盆地構造運動對其周圍石油蘊藏有深淵的影響。2011 年龔再升，黃麗芬及陳培心三人，綜合石油鑽探，地球物理，以及陸上出露岩石等資料，探討南海盆地構造的演變對石油生儲蓋的控制因素。
這些盆地都經歷典型的 McKenzie 型兩期伸展運動的階段；以差異沉降爲主的裂谷階段和以熱沉降爲主的裂谷後階段。 每個階段都能夠單獨產生一石油系統。
例如，珠江口盆地在第三紀發育了四個裂谷盆地，裂谷的形成與南海的擴張密切相關。
在裂谷期内的古新世至中漸新世的沉積主要是湖相沉積物，是裂谷盆地主要的烴源岩。在裂谷後期的沉積物中，有晚漸新世三角洲和早中新世珊瑚礁岩， 兩者皆構成了裂谷盆地的主要油藏。 近期在珠二坳陷也發現天然氣，烴源岩為始新世晚期的陸相沉積物<。
瓊東南盆地位於珠江口盆地以西，兩者的構造地層序列相近。 然而，前者的沉降歷史受到了另一個構造因素的影響，即沿紅河斷層系統的走滑運動。 該盆地有一個區域性中新世早期的不整合，分隔裂谷後層序和裂谷層序。盆地天然氣產自裂谷層序.
由於其新近紀覆蓋層較厚，鶯歌海盆地的裂谷構造尚未確定，但由於該盆地被相似年齡的裂谷盆地所包圍，因此可以預期再深部有裂谷構造.  
盆地的沉降是由於印度支那地塊沿紅河斷層系統的順時針旋，而引起盆地内的走滑張力 。然而，盆地的沉降運動比紅河斷層系統的初始的走滑運動早。
與附近的瓊東南盆地相似，該盆地的早中新世不整合，分隔裂谷後與裂谷序列。 然而，由於走滑運動，這不整合在區域是非同時性的。 目前在盆地的裂谷後序列中發現了天然氣，但裂谷序列的油氣潛力尚未得到證實。